# Marc Foglia

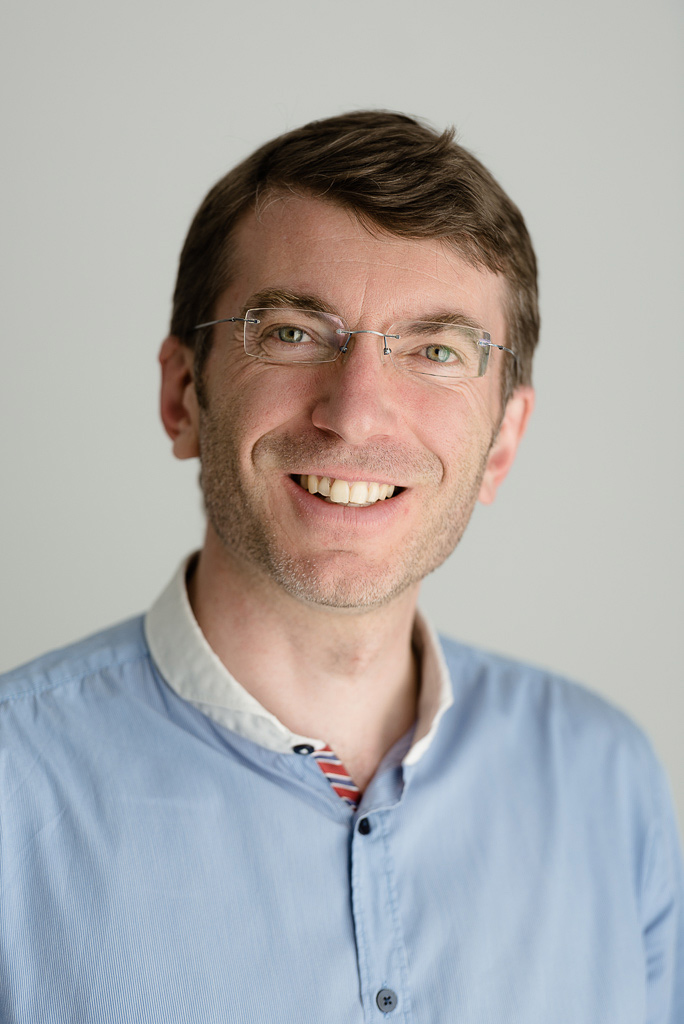
Marc Foglia (2015)

Marc Foglia (geboren am 26. Juni 1975 in Orthez) ist ein französischer Philosoph.

## Leben
Nach dem Abitur begann Foglia die Vorbereitungsklasse an der ENS des Lycée Henri-IV in Paris. Er wurde an der ENS angenommen (Jahrgang 1996) und bereitete dort das Staatsexamen vor, während er die Vorlesungen an der Sorbonne besuchte. Zu diesem Parcours kamen noch Auslandsaufenthalte hinzu an der Scuola Normale Superiore in Pisa, an der Universität in Cambridge und in Leipzig.
Ab dem Jahr 2000 unterrichtete er Philosophie an der Universität Paris-I Sorbonne. 2005 verteidigte er seine Doktorarbeit (unter der Leitung von Denis Kambouchner) an der Universität Paris-I: La formation du jugement chez Montaigne.
Von 2006 bis 2007 war er als "Berater Reden und Studien" für Dominique Bussereau tätig, der zu der Zeit Landwirtschaftsminister war. In dieser Funktion bereitete er die Reden des Ministers vor und steuerte Umfragen. Von 2009 bis 2011 schrieb er die Reden, die bei der Verleihung von Auszeichnungen durch Gérard Larcher gehalten wurden, dem Vorsitzenden des französischen Senats und Abgeordneten in Yvelines.
Seit 2008 unterrichtet er am Gymnasium Xavier Marmier in Pontarlier und in der Académie von Besançon als Studienrat für Philosophie. Im Jahr 2018 ermöglichte er gemeinsam mit Christine Martin, Philosophie-Lehrerin in der Académie von Versailles, dass Frankreich zum ersten Mal bei der Internationalen Philosophie-Olympiade vertreten war, einer internationalen Veranstaltung, die 1993 gegründet wurde.
Mit Unterstützung des Business Incubator der Region Franche-Comté und von Bpifrance gründete er 2014 die Übersetzungsagentur translat.me, die auf wissenschaftliche und technische Texte spezialisiert ist.

## Werke

### Über Montaigne
- Montaigne. De l'interprétation. Kimé, 2011.
- Montaigne, pédagogue du jugement. Classiques Garnier, 2011.
- Montaigne, “Des Cannibales”. Paris, Bréal, 2005.
- Artikel Michel de Montaigne. In: Stanford Encyclopedia of Philosophy.[1]

### Über Martin Heidegger
- Mitarbeit unter dem Titel L'historicité de l'homme. in Heidegger et la question de l'humanisme. Faits, concepts, débats. Gemeinschaftswerk mehrerer Autoren unter der Leitung von Bruno Pinchard, Themis Philosophie, PUF, 2005.

### Über Wikipedia
- Artikel in Zusammenarbeit mit Chang Wa Huynh im Mai 2006[2] und Artikel von Marc Foglia allein, der im April 2009 in der Zeitschrift Études erschienen ist
- Les jeunes, managers de la connaissance sur Wikipédia auf dailymotion, 2009.
- Wikipedia Un média démocratique pour la connaissance ? Comment le citoyen lambda devient encyclopédiste. Limoges, Fyp Édition, 2008.
- Wikipédia, entre connaissance et démocratie. In: M. Groult: Les Encyclopédies. Construction et circulation du savoir de l'Antiquité à Wikipédia. L'Harmattan/CNRS, 2011, S. 119–138.

### Andere Werke
- Histoire de la philosophie. Werk eines Autorenkollektivs unter der Leitung von Marc Foglia, Ellipses, 2013.